# Paracodia
Paracodia là một chi bướm đêm thuộc họ Noctuidae.